# Pont Vieux (Dax)
Pour les articles homonymes, voir Pont Vieux.
Le Pont Vieux est un pont qui franchit l'Adour situé à Dax.

## Histoire

### Prédecesseurs
Avant la construction du Pont Vieux franchissant l'Adour, de nombreux autres ouvrages ont précédemment rempli cette fonction.
Le plus notable est le pont médiéval en pierre édifié au XIVe siècle et emporté par la crue de 1770,. Plusieurs ponts de bois le remplacent successivement. Après un pont provisoire érigé en 1775, puis un second en 1821 ayant brûlé la veille de son inauguration l'année suivante, un troisième pont est érigé entre 1823 et 1834,.

### Construction et caractéristiques
Au XIXe siècle, de nombreux travaux sont entrepris pour désenclaver la ville de l'ancien castrum et de ses fortifications gallo-romaines. Le Pont Vieux est ainsi construit sous la direction de l'ingénieur Henri Crouzet ; la première pierre est posée le 31 août 1852, avant que l'ouvrage ne soit achevé en 1857. Ce pont en maçonnerie mesure alors 126 m de long pour 5,6 m de large, avec des voûtes d'une portée variant entre 20,2 et 26 m.
En 1911, il fait l'objet de travaux d'élargissement afin de permettre la circulation des véhicules ferroviaires de la Compagnie des tramways à vapeur de la Chalosse et du Béarn.
Le Pont Vieux reste l'unique moyen de franchir les rives dacquoises de l'Adour jusqu'en 1970, date de l'inauguration du Pont Neuf, ou pont des Arènes, édifié en amont.
Des travaux de rénovation et de sécurisation ont lieu à l'automne 2023 et au printemps 2024, notamment afin de se conformer aux contraintes du trafic contemporain d'environ 16 500 véhicules par jour,.